# Пономаренко, Василий Петрович
Василий Петрович Пономаренко (4 июня 1926, Бельск, Полтавская область, Украинская ССР — 7 ноября 2009, Канада) — советский и российский ихтиолог, доктор биологических наук (1997), профессор.

## Биография
Окончил биолого-почвенный факультет МГУ (1956), после чего вплоть до 1981 работал в Полярном НИИ морского рыбного хозяйства и океанографии им. Книповича (ПИНРО). В 1964—1974 руководил в институте лабораторией донных рыб Баренцева моря.
В 1970‑х годах был членом Консультативного комитета ИКЕС по управлению рыболовством.
В 1977—1981 годах — директор ПИНРО.
С 1982 года в Москве (ВНИРО и Межведомственная ихтиологическая комиссия).
Участвовал в многочисленных экспедициях в Баренцево и Норвежское моря. Подготовил научные рекомендации по освоению запасов сайки, что в значительной мере обеспечило в 1950‑е годы рыбомучное производство Северного бассейна.
Автор более 200 научных работ.
С 2004 года проживал в Канаде, где скончался от тяжёлой болезни.

## Награды
- Орден Трудового Красного Знамени
- Медаль «За доблестный труд»